# Блізне-Лащинського
Блізне-Лащиньскеґо (пол. Blizne Łaszczyńskiego) — село в Польщі, у гміні Старі Бабиці Варшавського-Західного повіту Мазовецького воєводства.
Населення — 849 осіб (2011).
У 1975-1998 роках село належало до Варшавського воєводства.

## Демографія
Демографічна структура станом на 31 березня 2011 року:
|          | Загалом | Допрацездатний вік | Працездатний вік | Постпрацездатний вік |
| -------- | ------- | ------------------ | ---------------- | -------------------- |
| Чоловіки | 385     | 57                 | 288              | 40                   |
| Жінки    | 464     | 79                 | 266              | 119                  |
| Разом    | 849     | 136                | 554              | 159                  |